# Bigglesův úhlavní nepřítel
Bigglesův úhlavní nepřítel (v originále Biggles Buries a Hatchet) je jedna z dobrodružných knih o Bigglesovi od autora W. E. Johnse z roku 1958. Nejprve vycházela od března do září 1958 na pokračování v časopise Boy’s Own Paper, v září téhož roku pak vyšla knižně. V Česku byla vydána nakladatelstvím Toužimský & Moravec v Praze v roce 1998.

## Děj
Major James Bigglesworth (známý jako Biggles) seděl se svými přáteli zrovna v bytě, když k nim přišel mladík z Německa jménem Fritz Lowenhardt. Ten Bigglesovi pověděl, že se ho chystají zavraždit a také mu řekl, že jeho strýc a Bigglesův úhlavní nepřítel Erich von Stalhein je uvězněn na ostrově Sachalin. Po delším přemlouvání, a také za pomoci generála Raymonda se Biggles nakonec rozhodl podstoupit riskantní, záchrannou akci kvůli svému úhlavnímu nepříteli. Po přistání na Sachalinu byl Fritz společně s Gingerem vyslán na průzkum a potkali v lese muže jménem Ivan Miškov. Ten jim pověděl spoustu informací o Sachalinu a také o svém životě tam. Ten je později zavedl blíže k věznici, kde na jedné cestě na vlastní oči viděli Ericha ve skupině vězňů. Jednomu vězni se však v té chvíli podařilo uprchnout a později na něj dokonce v lese narazili. Byl to americký pilot jménem Pat Manton, který jim pověděl všechno o tom, jak se tam dostal a jak to tam funguje. Dozvěděli se, že Erich von Stalhein pracuje v uhelném lomu, a tak se tam také vydali. Brzy ráno si u lomu vytvořili z jednoho křoví u lomu úkryt, aby mohli tajně pozorovat vězně. Jejich velkou překážkou se staly okovy, které dostali vězni z bezpečnostních důvodů, ale Fritzovi se za pomoci Bigglese podařilo zbavit Stalheina pout a potom díky Bertimu s Gingerem se jim podařilo z lomu uniknout. Celou situaci ještě na mostě svou střelbou hlídal Miškov, a tak s Bigglesově partě podařilo se Stalheinem uniknout až k Patovi. Půjčili si Miškovův člun (poněvadž jejich byl zničen) a dopravili se postupně k letadlu. Po umoudření počasí rychle vzlétli a za pomocí amerických pilotů se jim podařilo uniknout do Japonska. Po třech týdnech byli v Anglii, kde Stalhein poskytl Raymondovi informace a s majorem Bigglesworthem nadobro uzavřeli společný mír.

## Hlavní postavy
- James "Biggles" Bigglesworth
- Algernon "Algy" Lacey
- Ginger Hebblethwaite
- Bertram "Bertie" Lissie
- Fritz Lowenhardt
- Erich von Stalhein
- generál Raymond
- plukovník Bradfield

## Letadla
- Supermarine Sea Otter
- North American F-86 Sabre
- MiG-15